# Holland (album)
| Recensione                    | Giudizio |
| ----------------------------- | -------- |
| AllMusic                      | [ 1 ]    |
| Blender                       | [ 2 ]    |
| Christgau's Record Guide      | C        |
| Encyclopedia of Popular Music | [ 4 ]    |
| MusicHound                    | 3/5      |
| Piero Scaruffi                | 4/10     |

Holland è il diciannovesimo album in studio del gruppo musicale statunitense The Beach Boys, pubblicato nel gennaio 1973.
L'album fu notoriamente (e costosamente) inciso a Baambrugge, località situata nei Paesi Bassi nel corso dell'estate 1972 utilizzando uno studio di registrazione portatile ricostruito in loco per volere della band, e con due composizioni (delle quali una a firma Brian Wilson) registrate a Los Angeles e aggiunte all'album all'ultimo minuto. Inoltre il disco venne pubblicato con incluso un bonus EP intitolato Mount Vernon and Fairway (A Fairy Tale).
Holland e Mount Vernon and Fairway sono stati ristampati in formato CD in abbinamento con Carl and the Passions - "So Tough".

## Descrizione

### Origine e storia
Poco tempo dopo che Carl and the Passions - "So Tough" venne dato alle stampe, i Beach Boys, dietro insistenza del loro manager Jack Rieley, decisero di partire per l'Europa e registrare l'album successivo nei Paesi Bassi. I membri del gruppo pensavano che un cambio di atmosfere e luoghi avrebbe fornito loro l'ispirazione per il materiale da inserire nel nuovo disco, e giovato anche a Brian Wilson, l'ex leader della band, che era caduto in un periodo di profonda depressione ormai da anni.
Alla metà del 1972, Wilson soffriva di gravi disturbi mentali. Allarmati dal fatto che Wilson stesse creando meno musica per il gruppo come mai prima d'ora, gli altri Beach Boys speravano, con questo viaggio in Europa, di far tornare a Brian la sua creatività perduta. Anche se Wilson si recò nei Paesi Bassi insieme al resto del gruppo (dopo tre tentativi falliti di farlo salire sull'aereo), egli contribuì in maniera minore all'album, concentrando i suoi sforzi musicali principalmente su Mount Vernon and Fairway, una "fiaba musicale" della durata di dieci minuti che venne in seguito inclusa all'album come EP omaggio. Con Brian concentrato sul suo personale progetto, il resto della band dovette accollarsi l'intera scrittura e produzione del nuovo album intitolato appropriatamente (data la location) Holland.
Al Jardine e Mike Love collaborarono insieme per comporre una mini suite in tre parti concepita come un'ode alla California. Mike Love fornì il brano country Big Sur (da lui scritto tre anni prima e qui presentato in tempo valzer 3/4), mentre Al Jardine curò la parte narrata tratta dal poema di Robinson Jeffers Beaks of Eagles e l'arrangiamento del brano California, che vede la partecipazione di Brian nelle prime due strofe. Un remix di California venne pubblicato come secondo singolo estratto dall'album e reintitolato California Saga (On My Way To Sunny Californ-i-a). Dennis, che non canta una parte vocale da solista principale in tutto il disco, offrì Steamboat e Only with You. Carl incluse The Trader: un epico brano anti-imperialista in due parti, che inizia con un saluto da parte del suo figlioletto di 3 anni, Jonah.
Al ritorno del gruppo dai Paesi Bassi, Holland venne respinto dalla Reprise Records con la motivazione che non conteneva nemmeno un brano da classifica. Venne quindi deciso di aggiungervi una vecchia canzone non finita di Brian Wilson, Sail On, Sailor, composta da Brian con Ray Kennedy. Dopo averci lavorato sopra, Brian completò la canzone. Sail On, Sailor è una delle due canzoni incise a Los Angeles (l'altra è Leaving This Town di Ricky Fataar e Blondie Chaplin) e aggiunta all'ultimo minuto a Holland.

#### Il casoMount Vernon and Fairway (A Fairy Tale)
Il titolo dell'EP accluso a Holland, Mount Vernon and Fairway (A Fairy Tale), è basato sull'intersezione di strade dove viveva la famiglia di Mike Love a Los Angeles, e l'opera venne composta prevalentemente dal solo Brian Wilson. Originariamente Wilson intendeva la composizione come il fulcro di un nuovo album dei Beach Boys, comprendente i brani sull'EP e la canzone Funky Pretty. Gli altri membri del gruppo non furono però d'accordo, e Brian per protesta abbandonò le sessioni fino a quando Carl decise di includere il materiale come un EP separato dal resto dell'album. Tuttavia, a quel punto, Wilson aveva perso interesse in entrambi i progetti. Deluso dal fatto che il gruppo frustrasse così la sua creatività, Wilson non avrebbe più registrato insieme agli altri Beach Boys fino al 1974 in occasione delle sessioni dell'abortito Caribou.

### Copertina

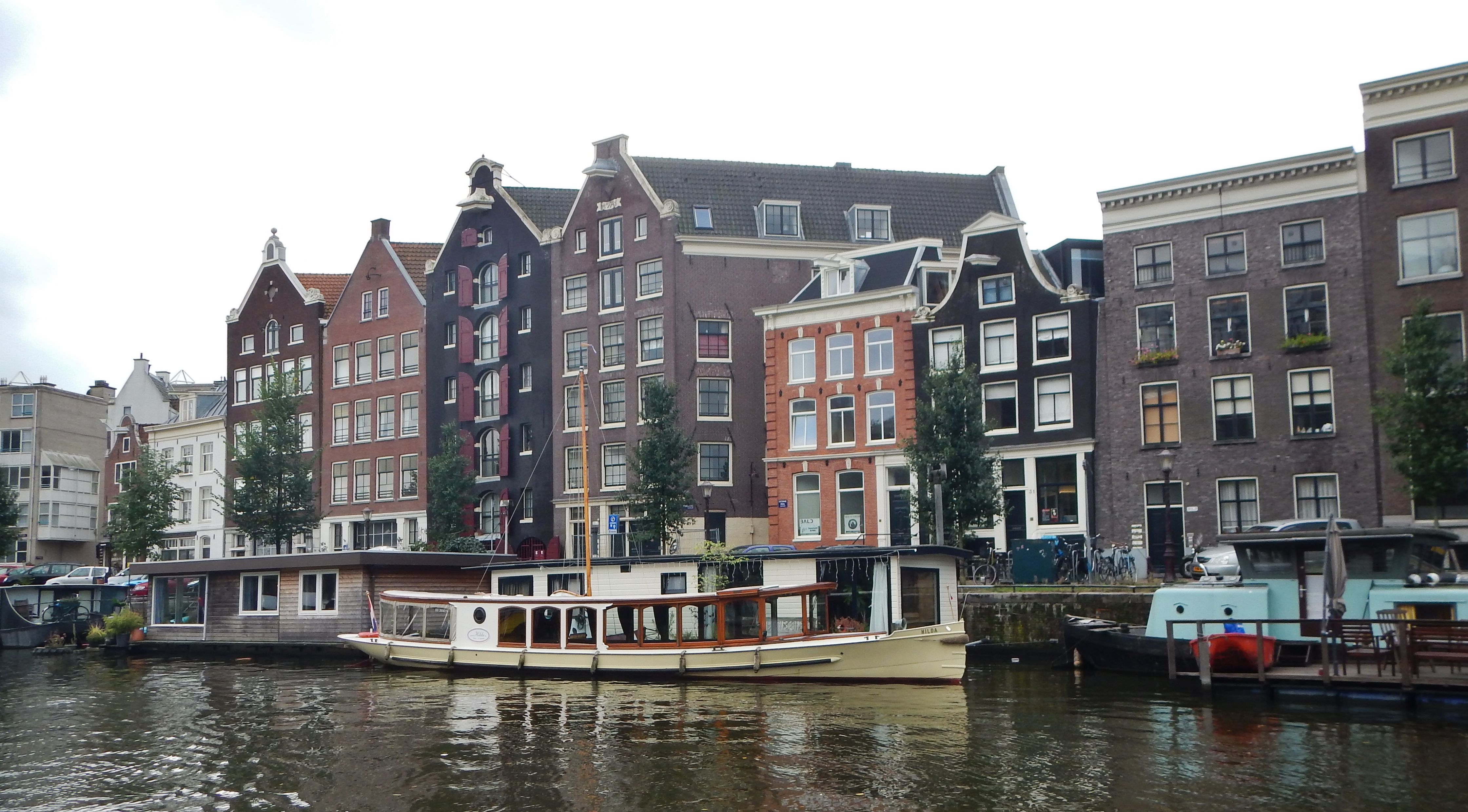
Il canale Kromme Waal in una foto del 2013

La fotografia in copertina raffigura un'immagine sottosopra di un'imbarcazione nel Kromme Waal, un canale che scorre nel centro di Amsterdam. Holland venne confezionato con un libretto di 12 pagine che forniva una panoramica storica sulla realizzazione dell'album, più un EP bonus, Mount Vernon and Fairway (A Fairy Tale), che Brian e Carl avevano prodotto durante le sessioni di Holland. L'EP rappresentò un compromesso, poiché Brian avrebbe voluto inserire Mount Vernon and Fairway nell'album, una proposta che i suoi compagni di band avevano rifiutato.

## Pubblicazione e accoglienza
Pubblicato nel gennaio 1973, Holland ricevette recensioni incoraggianti e aiutò i Beach Boys a ristabilire in parte la loro reputazione presso i critici. L'album raggiunse la posizione numero 36 negli Stati Uniti e la numero 20 in classifica in Gran Bretagna. Alla fine dell'anno che aveva visto crescere costantemente l'afflusso di pubblico ai loro concerti, Rolling Stone nominò Holland uno dei loro dischi migliori, e i Beach Boys si riaffacciarono alla ribalta del successo.

## Tracce

### Holland
Lato 1
1. Sail On, Sailor (Brian Wilson/Tandyn Almer/Ray Kennedy/Jack Rieley/Van Dyke Parks) - 3:19
2. Steamboat (Dennis Wilson/Rieley) - 4:33
3. California Saga/Big Sur (Mike Love) - 2:56
4. California Saga/The Beaks of Eagles (Robinson Jeffers/Al Jardine/Lynda Jardine) - 3:49
5. California Saga/California (Jardine) - 3:21

Lato 2
1. The Trader (C. Wilson/Rieley) - 5:04

1. Leaving This Town (Ricky Fataar/Chaplin/C. Wilson/Love) - 5:49
2. Only with You (D. Wilson/Love) - 2:59
3. Funky Pretty (B. Wilson/Love/Rieley) - 4:09

### Mount Vernon and Fairway (A Fairy Tale)
- Narrazione ad opera di Jack Rieley e Brian Wilson (The Pied Piper).

Lato 1
1. Mt. Vernon and Fairway - Theme (B. Wilson) - 1:34
2. I'm the Pied Piper - Instrumental (B. Wilson/C. Wilson) - 2:20
3. Better Get Back in Bed (B. Wilson) - 1:39

Lato 2
1. Magic Transistor Radio (B. Wilson) - 1:43
2. I'm the Pied Piper (B. Wilson/C. Wilson) - 2:09
3. Radio King Dom (B. Wilson/Rieley) - 2:38

## Formazione
The Beach Boys
- Blondie Chaplin – voce, cori, basso e chitarra elettrica
- Ricky Fataar – voce e cori; batteria, conga; pedal steel guitar; organo Hammond, ARP Odyssey
- Alan Jardine – voce, armonie e cori, narrazione; chitarra acustica, chitarra elettrica, banjo
- Mike Love – voce, armonia, cori, narrazione
- Brian Wilson – cori, piano, sintetizzatore Moog; batteria, conga; produzione
- Carl Wilson – voce, armonia, cori; chitarra acustica, chitarra elettrica; pianoforte, Wurlitzer, organo Hammond, sintetizzatori ARP Odyssey e Moog; scacciapensieri
- Dennis Wilson – armonie, cori; clavinet, Wurlitzer, celesta, sintetizzatore Moog, piano

Musicisti aggiuntivi
- Billy Hinsche – cori
- Gerry Beckley – cori
- Bruce Johnston – cori
- Jack Rieley – cori
- Diane Rovell – cori
- Jonah Wilson – voce introduttiva
- Marilyn Wilson – cori
- Kevin Michaels – tamburello, campanelle
- Tony Martin Jr. – pedal steel guitar
- Charles Lloyd – flauto
- Frank Mayes – sax baritono
- Rogier van Otterloo – arrangiamento archi